# Záhoří (district de Písek)
Pour les articles homonymes, voir Záhoří.
Záhoří (en allemand : Sahorsch) est une commune du district de Písek, dans la région de Bohême-du-Sud, en République tchèque. Sa population s'élevait à 788 habitants en 2020.

## Géographie
Záhoří se trouve à 6 km au nord-est de Písek, à 46 km au nord-nord-ouest de České Budějovice et à 84 km au sud-sud-ouest de Prague.
La commune est limitée par Vojníkov et Vlastec au nord, par Temešvár à l'est, par Kluky, Dolní Novosedly et Písek au sud, et par Vrcovice à l'ouest.

## Histoire
Un premier établissement de Slaves eut lieu vers le Ve siècle. Depuis le début du XIVe siècle, le village était la propriété des seigneurs de Rosenberg. Pendant les guerres hussites, Záhoří, dont la population était hussite, fut plusieurs fois pillé par les armées impériales catholiques. En 1472 le château de Zvíkov et le village de Bohuslav passèrent aux Schwanberg, qui le gardèrent environ cent cinquante ans.

## Patrimoine

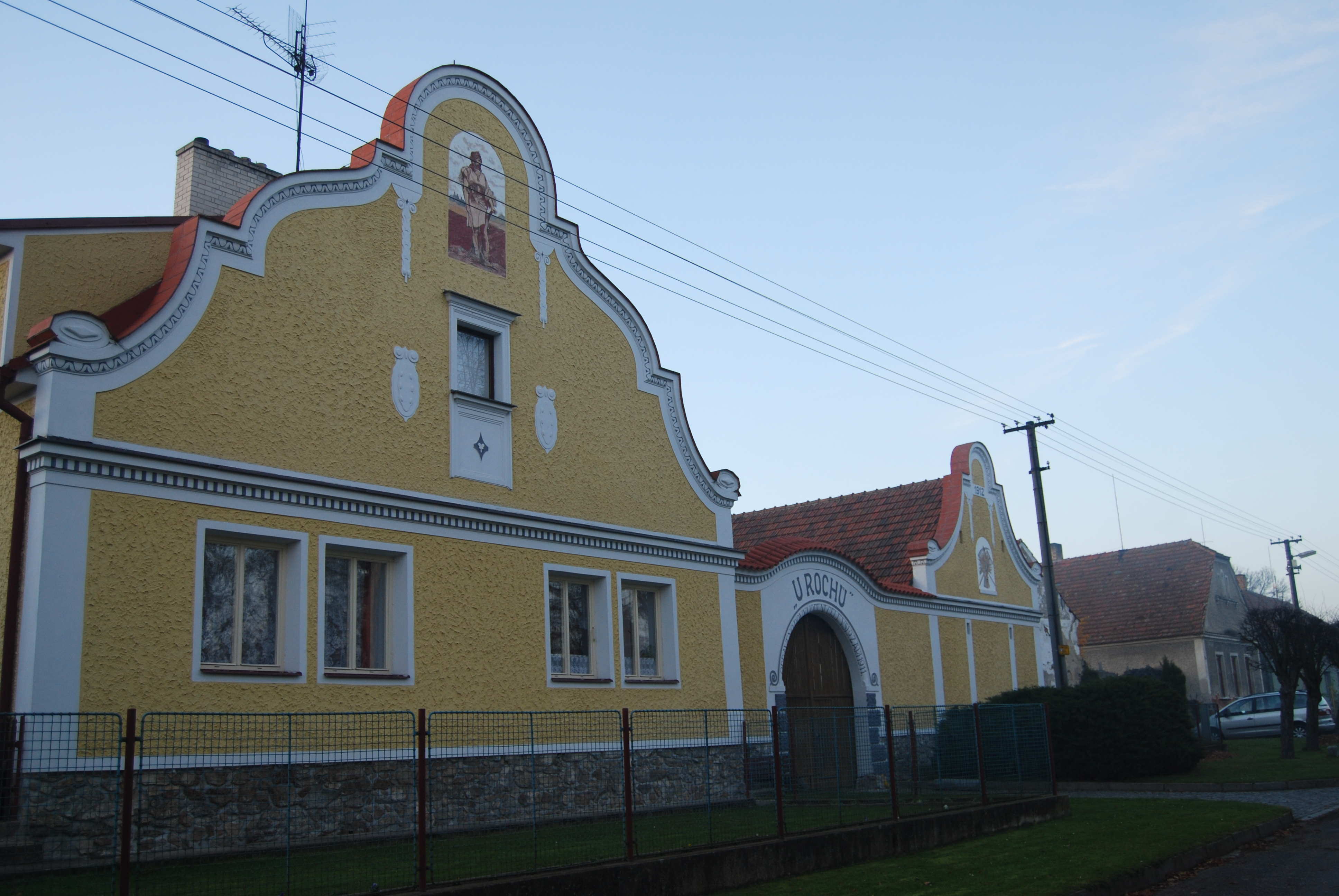
Maison d'inspiration baroque à Jamný.
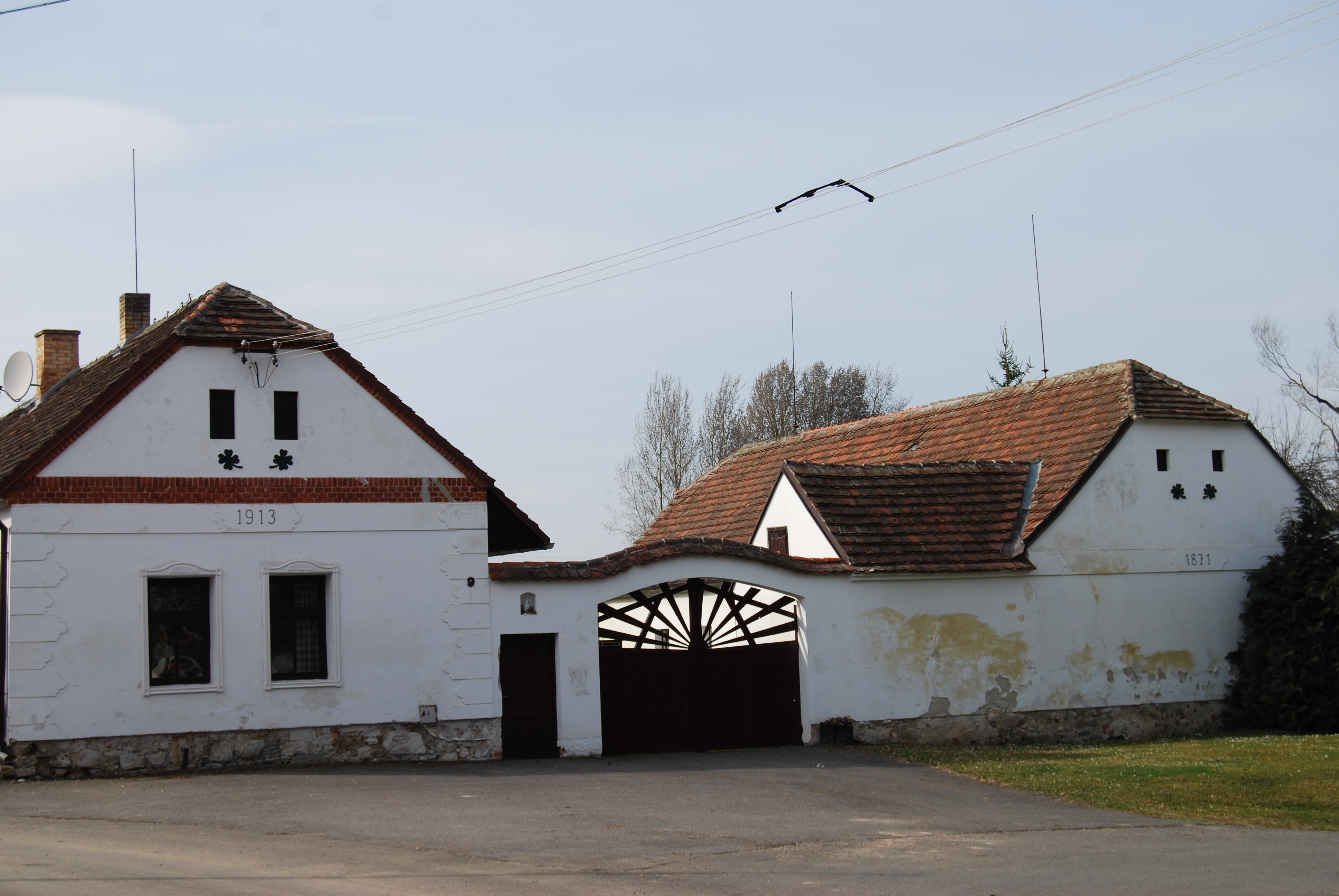
Architecture rurale traditionnelle.

## Administration
La commune se compose de six quartiers :
- Jamný
- Kašina Hora
- Třešně
- Svatonice
- Dolní Záhoří
- Horní Záhoří

## Transports
Par la route, Záhoří se trouve à 7,5 km de Písek, à 57 km de České Budějovice et à 122 km de Prague.